# 在セブ日本国総領事館
在セブ日本国総領事館（タガログ語: Konsulado Heneral ng Hapon sa Cebu、英語: Consulate-General of Japan in Cebu）は、フィリピン・セブ島の最大都市セブに設置されている日本の総領事館である。

## 沿革
第二次世界大戦中の1943年11月21日に在セブ日本帝国領事館（タガログ語: Konsulado ng Hapon sa Cebu、英語: Consulate of Japan in Cebu）が開設されたが、1945年3月に始まったセブ島の戦いで皇軍が米軍を筆頭とする連合軍に敗北したため閉鎖を余儀なくされた。
1996年、在セブ出張駐在官事務所（タガログ語: Konsulado Opisina ng Hapon sa Cebu、英語: Consular Office of Japan in Cebu）が設置された。
2003年6月30日、セブの出張駐在官事務所がセブ・ビジネス・パーク（CBP）のカーディナル・ロサレス通りにあるケッペルセンター7階へ移転した。
2014年8月1日、セブの出張駐在官事務所が在セブ領事事務所に改称された。
2021年1月1日、在セブ領事事務所が格上げされる形で総領事館として発足した。
2021年2月19日、川崎敏秀が初代総領事に任命された。
2021年11月22日、セブの総領事館が従来と同じセブ・ビジネス・パークのカーディナル・ロサレス通りにある別の建物「2Quad Building」8階へ移転して、ビサヤ担当大統領補佐官マイケル・ロイド・ディーノ、セブ市長代理エドゥアルド・ラマ、フィリピン外務省セブ領事事務所長ゼニア・マドンナ・クレメンテら要人の立ち合いのもと新事務所開所式が執り行われた。

## 所在地
8th Floor, 2Quad Building, Cardinal Rosales Avenue, Cebu Business Park, Cebu City

## 管轄地域
アクラン州、アンティーケ州、カピス州、ギマラス州、イロイロ州、西ネグロス州、ボホール州、セブ州、東ネグロス州、シキホル州、ビリラン州、東サマル州、レイテ州、北サマル州、サマル州及び南レイテ州を管轄。